# ديلان تافاريس
ديلان تافاريس دوس سانتوس (من مواليد 30 أغسطس 1996) هو لاعب كرة قدم محترف يلعب كظهير أيسر لنادي نوشاتل زاماكس. ولد في سويسرا، ويمثل منتخب الرأس الأخضر.